# Nazionale femminile di football americano della Svezia
La nazionale di football americano femminile della Svezia è la selezione maggiore femminile di football americano dell'Federazione svedese di football americano che rappresenta la Svezia nelle varie competizioni ufficiali o amichevoli riservate a squadre nazionali femminili.

## Risultati
Legenda: Grassetto: Risultato migliore, Corsivo: Mancate partecipazioni

## Dettaglio stagioni

### Amichevoli
| Stagione | Vin | Par | Per | Tot | PF  | PS  | avversaria               |
| -------- | --- | --- | --- | --- | --- | --- | ------------------------ |
| 2008     | 0   | 0   | 1   | 1   | 0   | 64  | Finlandia                |
| 2009     | 0   | 0   | 1   | 1   | 6   | 36  | Finlandia                |
| 2010     | 1   | 0   | 1   | 2   | 36  | 50  | Finlandia, Spagna        |
| 2011     | 0   | 0   | 1   | 1   | 5   | 18  | Finlandia                |
| 2012     | 0   | 0   | 1   | 1   | 0   | 22  | Finlandia                |
| 2013     | 0   | 0   | 2   | 2   | 10  | 43  | Finlandia, Gran Bretagna |
| 2014     | 0   | 0   | 2   | 2   | 26  | 69  | Finlandia, Gran Bretagna |
| 2015     | 0   | 0   | 1   | 1   | 0   | 50  | Finlandia                |
| 2016     | 0   | 0   | 2   | 2   | 29  | 48  | Finlandia, Russia        |
| 2017     | 0   | 0   | 1   | 1   | 6   | 29  | Finlandia                |
| 2018     | 0   | 0   | 1   | 1   | 20  | 21  | Finlandia                |
| 2019     | 1   | 0   | 0   | 1   | 28  | 14  | Finlandia                |
| Totale   | 2   | 0   | 14  | 16  | 178 | 464 |                          |

Fonte: americanfootballitalia.com

### Tornei

#### Mondiali
| Stagione | regular season | regular season | regular season | regular season | regular season | regular season | playoff | playoff | playoff | playoff | playoff | playoff      | playoff    |
|          | Vin            | Par            | Per            | Tot            | PF             | PS             | Vin     | Per     | Tot     | PF      | PS      | risultato    | avversaria |
| -------- | -------------- | -------------- | -------------- | -------------- | -------------- | -------------- | ------- | ------- | ------- | ------- | ------- | ------------ | ---------- |
| 2010     | 0              | 0              | 2              | 2              | 6              | 28             | 1       | 0       | 1       | 20      | 18      | Quinto posto | Austria    |
| 2013     | 0              | 0              | 2              | 2              | 14             | 109            | 1       | 0       | 1       | 64      | 0       | Quinto posto | Spagna     |
| 2022     | -              | -              | -              | -              | -              | -              | 0       | 3       | 3       | 0       | 62      | Ottavo posto | Australia  |
| Totale   | 0              | 0              | 4              | 4              | 20             | 137            | 2       | 3       | 5       | 84      | 80      |              |            |

Fonte: americanfootballitalia.com

#### Europei
| Stagione | regular season | regular season | regular season | regular season | regular season | regular season | playoff | playoff | playoff | playoff | playoff | playoff       | playoff    |
|          | Vin            | Par            | Per            | Tot            | PF             | PS             | Vin     | Per     | Tot     | PF      | PS      | risultato     | avversaria |
| -------- | -------------- | -------------- | -------------- | -------------- | -------------- | -------------- | ------- | ------- | ------- | ------- | ------- | ------------- | ---------- |
| 2015     | 0              | 0              | 2              | 2              | 26             | 52             | 1       | 0       | 1       | 14      | 12      | Quinto posto  | Spagna     |
| 2019     | 2              | 0              | 1              | 3              | 77             | 39             | -       | -       | -       | -       | -       | Secondo posto |            |
| Totale   | 2              | 0              | 3              | 5              | 103            | 91             | 1       | 0       | 1       | 14      | 12      |               |            |

### Riepilogo partite disputate
| Anno              | Luogo      | Evento               | Fase del torneo          | Incontro               | Risultato |
| 4 ottobre 2008    | Helsinki   | Amichevole           |                          | Finlandia - Svezia     | 64 - 0    |
| 3 ottobre 2009    | Stoccolma  | Amichevole           |                          | Svezia - Finlandia     | 6 - 36    |
| 27 giugno 2010    | Stoccolma  | Mondiale             | Girone                   | Canada - Svezia        | 12 - 6    |
| 29 giugno 2010    | Stoccolma  | Mondiale             | Girone                   | Germania - Svezia      | 14 - 0    |
| 3 luglio 2010     | Stoccolma  | Mondiale             | Finale 5º - 6º posto     | Svezia - Austria       | 20 - 18   |
| 2 ottobre 2010    | Vantaa     | Amichevole           |                          | Finlandia - Svezia     | 36 - 0    |
| 2010              | Barcellona | Amichevole           |                          | Spagna - Svezia        | 14 - 36   |
| 1º ottobre 2011   | Stoccolma  | Amichevole           |                          | Svezia - Finlandia     | 5 - 18    |
| 6 ottobre 2012    | Helsinki   | Amichevole           |                          | Finlandia - Svezia     | 22 - 0    |
| 30 giugno 2013    | Vantaa     | Mondiale             | Girone                   | Stati Uniti - Svezia   | 84 - 0    |
| 2 luglio 2013     | Vantaa     | Mondiale             | Girone                   | Svezia - Germania      | 14 - 25   |
| 6 luglio 2013     | Vantaa     | Mondiale             | Finale 5º - 6º posto     | Svezia - Spagna        | 64 - 0    |
| 5 ottobre 2013    | Stoccolma  | Amichevole           |                          | Svezia - Finlandia     | 0 - 16    |
| 2013              | Hatfield   | Amichevole           |                          | Gran Bretagna - Svezia | 27 - 10   |
| 4 ottobre 2014    | Helsinki   | Amichevole           |                          | Finlandia - Svezia     | 39 - 12   |
| 2014              | Stoccolma  | Amichevole           |                          | Svezia - Gran Bretagna | 14 - 26   |
| 4 agosto 2015     | Granada    | Europeo              | Girone                   | Svezia - Gran Bretagna | 14 - 30   |
| 6 agosto 2015     | Granada    | Europeo              | Girone                   | Germania - Svezia      | 22 - 12   |
| 8 agosto 2015     | Granada    | Europeo              | Finale 5º - 6º posto     | Spagna - Svezia        | 12 - 14   |
| 3 ottobre 2015    | Stoccolma  | Amichevole           |                          | Svezia - Finlandia     | 0 - 50    |
| 17 settembre 2016 | Stoccolma  | Amichevole           |                          | Svezia - Russia        | 21 - 26   |
| 1º ottobre 2016   | Vantaa     | Viking Line Bowl I   |                          | Finlandia - Svezia     | 22 - 8    |
| 7 ottobre 2017    | Stoccolma  | Viking Line Bowl II  |                          | Svezia - Finlandia     | 6 - 29    |
| 6 ottobre 2018    | Vantaa     | Viking Line Bowl III |                          | Finlandia - Svezia     | 21 - 20   |
| 12 agosto 2019    | Leeds      | Europeo              | Girone                   | Gran Bretagna - Svezia | 6 - 9     |
| 14 agosto 2019    | Leeds      | Europeo              | Girone                   | Finlandia - Svezia     | 27 - 20   |
| 17 agosto 2019    | Leeds      | Europeo              | Girone                   | Svezia - Austria       | 48 - 6    |
| 4 ottobre 2019    | Solna      | Amichevole           |                          | Svezia - Finlandia     | 28 - 14   |
| 30 luglio 2022    | Vantaa     | Mondiale             | Quarti di finale         | Finlandia - Svezia     | 49 - 0    |
| 3 agosto 2022     | Vantaa     | Mondiale             | Semifinale 5º - 8º posto | Svezia - Germania      | 0 - 6     |
| 7 agosto 2022     | Vantaa     | Mondiale             | Finale 7º - 8º posto     | Svezia - Australia     | 0 - 7     |
| 15 aprile 2023    | Worcester  | Europeo              | Turno 1                  | Gran Bretagna - Svezia | 40 - 0    |
| 26 agosto 2023    | Solna      | Europeo              | Turno 3                  | Svezia - Finlandia     | 0 - 10    |

## Confronti con le altre Nazionali
Questi sono i saldi della Svezia nei confronti delle Nazionali incontrate.

### Saldo positivo
| Nazionale | Giocate | Vinte | Pareggiate | Perse | PF  | PS | Ultima vittoria | Ultimo pari | Ultima sconfitta |
| --------- | ------- | ----- | ---------- | ----- | --- | -- | --------------- | ----------- | ---------------- |
| Spagna    | 3       | 3     | 0          | 0     | 114 | 26 | 2015            | -           | -                |
| Austria   | 2       | 2     | 0          | 0     | 68  | 24 | 2019            | -           | -                |

### Saldo negativo
| Nazionale     | Giocate | Vinte | Pareggiate | Perse | PF  | PS  | Ultima vittoria | Ultimo pari | Ultima sconfitta |
| ------------- | ------- | ----- | ---------- | ----- | --- | --- | --------------- | ----------- | ---------------- |
| Gran Bretagna | 5       | 1     | 0          | 4     | 47  | 129 | 2019            | -           | 2023             |
| Finlandia     | 15      | 1     | 0          | 14    | 105 | 453 | 2019            | -           | 2023             |
| Russia        | 1       | 0     | 0          | 1     | 21  | 26  | -               | -           | 2016             |
| Canada        | 1       | 0     | 0          | 1     | 6   | 12  | -               | -           | 2010             |
| Australia     | 1       | 0     | 0          | 1     | 0   | 7   | -               | -           | 2022             |
| Stati Uniti   | 1       | 0     | 0          | 1     | 0   | 84  | -               | -           | 2013             |
| Germania      | 4       | 0     | 0          | 4     | 26  | 67  | -               | -           | 2022             |

## Roster storici
| Roster della Svezia - Svezia-Russia 2016 |
| --- |
| Quarterback - Martina Karlsson - Lovisa Karlsson Running Back - Ulrika Almström FB - Sara Lidner FB - Vilma Olsson HB - Anna Hedström HB - Lisa Flerlage HB Wide Receiver - Anna Jonsson - Ebba Hällasjö - Emma Sandsjö - Anna Persson - Sabina Rydberg Tight End - Linda Johansson - Ida Uddin Offensive Linemen - Märta Nilsson - Ida Handel - Julia Olsson - Jonna Didriksson - Angelica Thingstad - Johanna Enoksson - Caroline Gerelius - Jenny Andersson Defensive Linemen - Matilda Mahlberg - Yasmin El Messaoudi - Marie Frankenius - Emma Nordqvist - Stina Heijdenberg - Caroline Dahlen Linebacker - Veronika Nyman - Frida Löv - Tove Hedengren - Emelie Hammarbäck - Gabriella Brönnegård - Matilda Svensson Duric Defensive Back - Sofia Melin - My Levin - Clara Liljeblad - Kajsa Trollsås - Emmelie Ahlskog - Jennifer Bergman - Elvira Elgland - Elin Johansson Special Team - Matea Tunjic K/P Roster aggiornato al 21 novembre 2024 |

| Roster della Svezia - Viking Line Bowl 2018 |
| --- |
| Quarterback - 7 Mallory Fraiche - 80 Linda Johansson Running Back - 3 Anna Hedström - 5 Sara Lidner FB - 6 Moa Toll - 22 Minmin Zhao - 40 Elin Luuk FB Wide Receiver - 4 Teresia Keskitalo - 21 Sabina Rydberg - 81 Hanna Karlsson - 82 Emma Sandsjö - 84 Karin Ullén Offensive Linemen - 50 Alexandra Thörnstrand - 51 Frida Olsson Granlund - 55 Johanna Cedergren - 56 Julia Olsson - 60 Dessire Strömberg - 70 Johanna Enoksson - 74 Caroline Gerelius Defensive Linemen - 32 Elin Thimfors - 44 Yasmin El Messaoudi - 53 Therese Holm - 90 Linn Stridsmann - 91 Marie Mardirossian - 92 Matilda Törnebladh Linebacker - 34 Jenika Hedman - 39 Heidi Svensson Duric - 46 Tove Hedengren Defensive Back - 8 Julia Forster - 10 Hedvig Palocci - 12 Therese Helgman - 20 Amanda Åslund - 25 Emma Carlsson - 31 Tilde Vitek - 33 Jenny Gramenius - 42 Gabriella Brönnegård Special Team Roster aggiornato al 21 novembre 2024 Coaching staff HC/OC/ST Christian Forsman · DC Henrik Dahl · QB Mattias Hyllén Kruse · QB Joakim Holm · OL Sebastian Johansson · RB Victor Toresson · DL Patrik Nyman · LB Nick Nyman · DB Johan Lindahl · DB Olof Folkunger |

| Roster della Svezia - Europeo 2019 |
| --- |
| Quarterback - Linda Johansson - Mallory Fraiche Running Back - Anna Hedström - Minmin Zhao - Moa Toll - Sara Lidner FB - Elin Luuk FB Wide Receiver - Teresia Keskitalo - Moa Hansson - Emma Sandsjö - Karin Ullén - Hanna Karlsson - Nathalie Bengtsson - Sara Wikström Offensive Linemen - Alexandra Thörnstrand - Julia Olsson - Angelica Thingstad - Johanna Enoksson - Frida Olsson Granlund - Ida Handel - Dessire Strömberg Defensive Linemen - Johanna Aspenberg DT - Mathilda Thörnblad DT - Jonna Didriksson DT - Linn Stridsmann DT - Caroline Dahlen DT - Elin Thimfors DE - Yasmin El Messaoudi DE - Marie Mardirossian DE - Veronika Nikeus DE Linebacker - Tove Hedengren - Alma Gustafsson - Jenika Hedman - Heidi Svensson Duric - Matilda Svensson Duric - Gabriella Brönnegård Defensive Back - Elin Persson - Hedvig Palocci - Tilde Vitek - Jenny Gramenius - Amanda Åslund - Sabina Rydberg - Rebecka Winberg Special Team Roster aggiornato al 19 novembre 2024 |

| Roster della Svezia - Svezia-Finlandia 2019 |
| --- |
| Quarterback - 7 Mallory Fraiche - 10 Linda Johansson Running Back - 5 Sara Lidner FB - 6 Moa Toll - 8 Anna Hedström - 22 Emma Carlsson - 40 Elin Luuk FB Wide Receiver - 1 Nathalie Bengtsson - 80 Moa Hansson - 81 Hanna Karlsson - 82 Emma Sandsjö - 84 Karin Ullén - 86 Teresia Keskitalo - 89 Sara Wikström Offensive Linemen - 50 Alexandra Thörnstrand - 51 Frida Olsson Granlund - 53 Erica Ölund - 56 Julia Olsson - 65 Caroline Gerelius - 70 Julia Enoxon Defensive Linemen - 44 Yasmin El Messaoudi DE - 55 Elin Thimfors DE - 88 Linn Stridsmann DT - 95 Johanna Aspenberg DT - 99 Veronika Nikeus Linebacker - 2 Matilda Svensson Duric - 9 Alma Gustafsson - 30 Gabriella Brönnegård - 34 Jenika Hedman - 46 Tove Hedengren Defensive Back - 12 Hedvig Palocci - 20 Amanda Åslund - 21 Sabina Rydberg - 24 Elin Persson - 31 Tilde Vitek - 32 Frida Åkesson - 33 Jenny Gramenius Special Team Roster aggiornato al 18 novembre 2024 Coaching staff HC/OC/WR/QB/ST Christian Forsman · DC/LB Henrik Dahl · OL Niklas Johansson · OL Sebastian Johansson · RB Victor Toresson · DL Linus Jakobsson · DB Johan Lindahl · DB Olof Folkunger |

| Roster della Svezia - Mondiale 2022 |
| --- |
| Quarterback - 17 Linda Widberg - 12 Bim Jensen-Östlund Running Back - 80 Melina Malaxos RB/WR - 9 Anna Hedström - 23 Elin Luuk FB/DE - 7 Emma Carlsson FB - 4 Sara Lidner FB - 21 Frida Lifveberg Wide Receiver - 8 Nova Sernler - 5 Greta Munters - 82 Hanna Karlsson - 81 Teresia Keskitalo - 83 Jenny Sagbrant Offensive Linemen - 55 Elin Thimfors OL/LB - 71 Linnéa Lackmar - 56 Julia Olsson - 55 Alma Gustafsson OL/LB - 65 Sofie Bälter OL/LS - 63 Frida Olsson Granlund - 78 Sofia Appelros - 77 Julia Enoxon - 61 Ida Handel Defensive Linemen - 91 Sara Hilgers - 92 Amanda Littorin DT - 95 Johanna Aspenberg - 69 Jonna Didriksson - 72 Veronika Nikeus - 97 Linnea Larsson Linebacker - 2 Matilda Svensson Duric LB/WR - 44 Elise Lefvedahl - 24 Gabriella Brönnegård - 39 Heidi Svensson Duric - 33 Jenika Hedman Defensive Back - 1 Nathalie Bengtsson DB/WR - 10 Theresé Helgman - 27 Frida Åkesson - 20 Jenny Larson - 11 Hedvig Palocci - 32 Tilde Vitek - 15 Svea Sköld - 3 Linnea Luuk - 8 Emma Benndorf Special Team - 16 Selma Lindén Roster aggiornato al 19 novembre 2024 Coaching staff HC Patric Malmström · OC Rolf Björk · DC Henrik Dahl · Coach Anders Tibbling · Coach Daniel Karenryd · Coach Gustav Nylén |

| Roster della Svezia - Gran Bretagna-Svezia Europeo 2023-2024 |
| --- |
| Quarterback - 10 Molly Ewald Running Back - 7 Emma Carlsson FB - 9 Anna Hedström Wide Receiver - 5 Greta Munters - 8 Selma Lindén - 12 Anna Feiff Axelsson - 89 Ebba Hällasjö Offensive Linemen - 52 Alice d'Angelo - 56 Julia Olsson - 58 Emma Andersson - 65 Louise Källman - 67 Emma Englund - 68 Julia Enoxon - 78 Petra Råsberg - 79 Chatarina Juhlin Defensive Linemen - 1 Johanna Aspenberg - 23 Elin Luuk - 42 Sofie Bälter - 44 Elise Lefvedahl - 45 Helena Palm - 91 Sara Hilgers Linebacker - 2 Matilda Svensson Duric - 4 Sara Lidner - 20 Nathalie Hacksell - 22 Sofia Gustafsson - 33 Nellie Thell Defensive Back - 3 Linnea Luuk - 11 Hedvig Palocci - 15 Svea Sköld - 24 Frida Åkesson - 25 Mattilda Norström Special Team Roster aggiornato al 20 novembre 2024 |

| Roster della Svezia - Svezia-Finlandia Europeo 2023-2024 |
| --- |
| Quarterback - 17 Linda Widberg Running Back - 80 Melina Malaxos Wide Receiver - 21 Linn Ericsson - 12 Anna Feiff Axelsson - 81 Wilma Norlin Offensive Linemen - 52 Alice d'Angelo - 67 Emma Englund - 69 Julia Enoxon - 61 Ida Handel - 51 Chatarina Juhlin - 56 Julia Olsson Defensive Linemen - 95 Johanna Aspenberg - 42 Sofie Bälter - 9 Anna Hedström - 91 Sara Hilgers - 54 Vanessa Hübinette - 65 Louise Källman - 33 Linnea Larsson - 44 Elise Lefvedahl - 92 Amanda Littorin - 77 Veronika Nikeus Linebacker - 22 Sofia Gustafsson - 20 Nathalie Hacksell - 4 Sara Lidner - 8 Selma Lindén - 39 Heidi Svensson Duric Defensive Back - 1 Nathalie Bengtsson - 19 Elenor Hallin - 23 Elin Luuk - 3 Linnea Luuk - 11 Hedvig Palocci - 29 Micaela Santala - 15 Svea Sköld - 6 Nellie Thell - 24 Frida Åkesson Special Team Roster aggiornato al 20 novembre 2024 |